# Arquidiócesis de Birmingham
La arquidiócesis de Birmingham (en latín: Archidioecesis Birminghamiensis y en inglés: Roman Catholic Archdiocese of Birmingham) es una circunscripción eclesiástica de la Iglesia católica en el Reino Unido. Se trata de una arquidiócesis latina, sede metropolitana de la provincia eclesiástica de Birmingham. Desde el 1 de octubre de 2009 su arzobispo es Bernard Longley.

## Territorio y organización

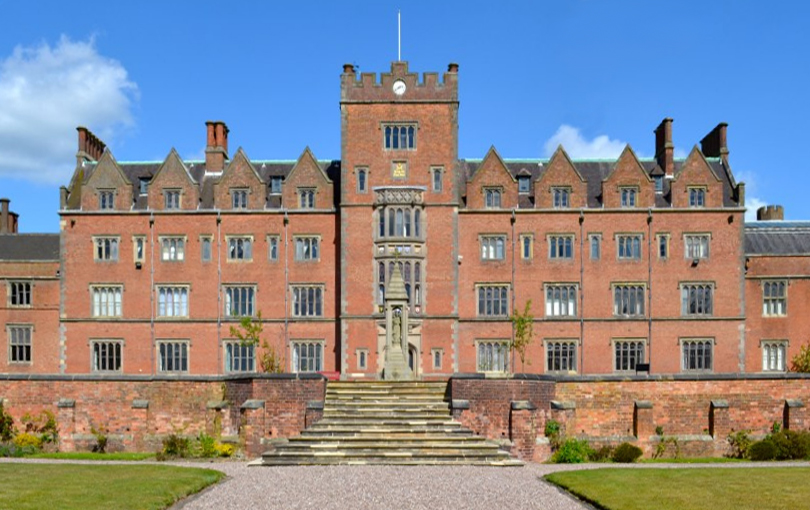
St Mary's College, en Oscott

La arquidiócesis tiene 9936 km² y extiende su jurisdicción sobre los fieles católicos de rito latino residentes en los condados de: Staffordshire, West Midlands, Warwickshire, Worcestershire y gran parte de Oxfordshire, así como Caversham en Berkshire.

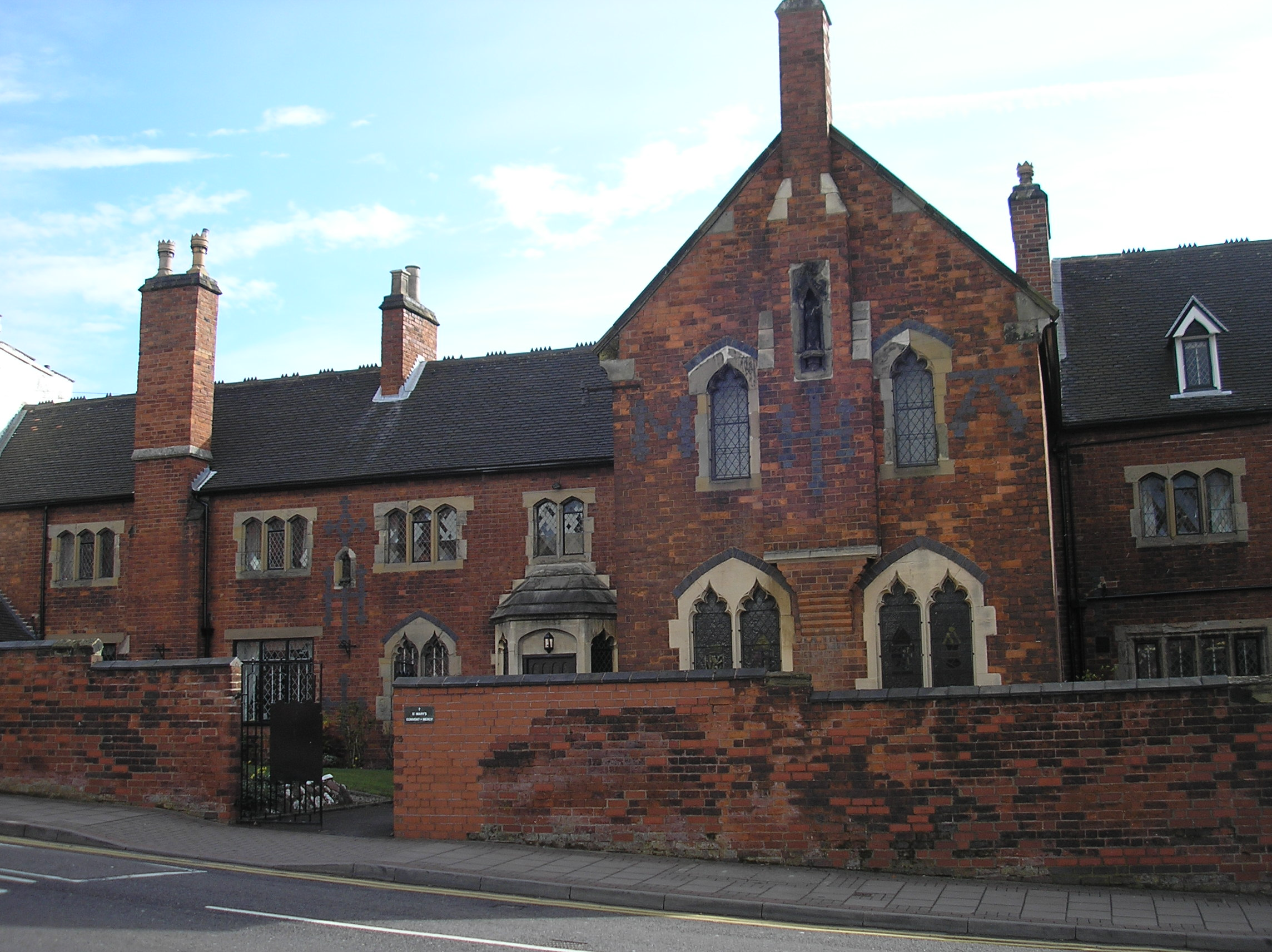
Convento de Santa María, de las Hermanas de la Misericordia, en Handsworth

La sede de la arquidiócesis se encuentra en la ciudad de Birmingham, en donde se halla la Catedral de San Chad.
La arquidiócesis tiene como sufragáneas a las diócesis de: Clifton y de Shrewsbury.
En 2023 en la arquidiócesis existían 226 parroquias agrupadas en 11 decanatos o deanatos (cada uno es dirigido por un deán): Banbury and Warwick, Birmingham Cathedral and South, Birmingham East and North, Coventry and Nuneaton, Dudley and Wolverhampton, Kidderminster and Worcester, Lichfield and Walsall, North Staffordshire, Oxford (North), Oxford (South) y Stafford. En la arquidiócesis existen capellanías étnicas a cargo del coordinador de Capellanías Étnicas, entre ellas las orientales sin ordinario propio de las siguientes Iglesias: eritrea (en Nechells Parkway), caldea (un subdiácono en Solihull) y siro malankar (en Birmingham).

## Historia
El vicariato apostólico del Distrito de Midlands fue erigido el 30 de enero de 1688 mediante el breve Super cathedram del papa Inocencio XI, obteniendo el territorio del vicariato apostólico de Inglaterra, que a su vez asumió el nombre de vicariato apostólico del Distrito de Londres (hoy arquidiócesis de Westminster).
El 3 de julio de 1840 cedió una parte de su territorio para la erección del vicariato apostólico del Distrito Este (hoy diócesis de Northampton) y al mismo tiempo asumió el nombre de vicariato apostólico del Distrito Central, mediante el breve Muneris apostolici del papa Gregorio XVI.
La Catedral de San Chad se terminó el 21 de junio de 1840 durante el mandato del vicario apostólico Thomas Walsh.
La sede del vicario apostólico era la ciudad de Wolverhampton. El distrito se extendía por los condados de Derbyshire, Nottinghamshire, Staffordshire, Leicestershire, Warwickshire, Worcestershire, Oxfordshire y Shropshire. Una institución importante del vicariato apostólico fue St Mary's College en Oscott, que sirvió como seminario.
A partir de 1847 se instaló en Birmingham John Henry Newman, en el oratorio de Edgbaston, quien se convirtió en cardenal en 1879.
El 29 de septiembre de 1850, mediante el breve Universalis Ecclesiae del papa Pío IX se restableció la jerarquía católica en Inglaterra y Gales y se establecieron diócesis católicas para reemplazar los vicariatos apostólicos. El vicariato apostólico del Distrito Central fue desmembrado y los condados de Staffordshire, Warwickshire, Worcestershire y Oxfordshire formaron el territorio de la nueva diócesis de Birmingham, sufragánea de la arquidiócesis de Westminster. Nottinghamshire, Derbyshire y Leicestershire se incluyeron en la diócesis de Nottingham, mientras que Shropshire pasó a formar parte de la nueva diócesis de Shrewsbury.
El obispo William Bernard Ullathorne trasladó su sede a Birmingham, donde se erigió como catedral la iglesia de San Chad, que ya había sido considerada como la iglesia más importante del Distrito Central desde su consagración en 1841. El 24 de junio de 1852 se instituyó el cabildo catedralicio, formado por un preboste y diez canónigos, al que se añadieron posteriormente tres canónigos honorarios.
El primer sínodo diocesano se celebró los días 9 y 10 de noviembre. Hasta 1906 esto fue seguido por otros trece sínodos diocesanos.
El 28 de octubre de 1911 fue elevada al rango de arquidiócesis metropolitana mediante la bula Si qua est del papa Pío X.
El papa Juan Pablo II visitó la arquidiócesis de Birmingham en mayo de 1982. Con motivo de su viaje a Inglaterra, el papa Benedicto XVI visitó la arquidiócesis el 19 de septiembre de 2010, celebrando la misa de beatificación del cardenal John Henry Newman.

## Estadísticas
Según el Anuario Pontificio 2024 la arquidiócesis tenía a fines de 2023 un total de 457 000 fieles bautizados.
| Año                                                                             | Población            | Población | Población      | Sacerdotes | Sacerdotes    | Sacerdotes    | Bautizados por sacerdote | Diáconos permanentes | Religiosos | Religiosos | Parroquias |
| Año                                                                             | Bautizados católicos | Total     | % de católicos | Total      | Clero secular | Clero regular | Bautizados por sacerdote | Diáconos permanentes | Varones    | Mujeres    | Parroquias |
| ------------------------------------------------------------------------------- | -------------------- | --------- | -------------- | ---------- | ------------- | ------------- | ------------------------ | -------------------- | ---------- | ---------- | ---------- |
| 1950                                                                            | 239 947              | 3 595 712 | 6.7            | 591        | 330           | 261           | 406                      |                      | 308        | 1150       | 220        |
| 1959                                                                            | 262 669              | 4 280 725 | 6.1            | 604        | 391           | 213           | 434                      |                      | 320        | 1150       | 207        |
| 1970                                                                            | 328 918              | 4 959 340 | 6.6            | 636        | 390           | 246           | 517                      |                      | 322        | 1395       | 228        |
| 1980                                                                            | 361 483              | 5 078 220 | 7.1            | 514        | 333           | 181           | 703                      |                      | 206        | 1139       | 231        |
| 1990                                                                            | 318 658              | 5 173 000 | 6.2            | 449        | 301           | 148           | 709                      | 7                    | 223        | 1200       | 232        |
| 1999                                                                            | 291 800              | 5 323 390 | 5.5            | 464        | 317           | 147           | 628                      | 45                   | 301        | 762        | 228        |
| 2000                                                                            | 296 126              | 5 353 390 | 5.5            | 449        | 300           | 149           | 659                      | 50                   | 303        | 759        | 227        |
| 2001                                                                            | 287 658              | 5 235 658 | 5.5            | 416        | 265           | 151           | 691                      | 58                   | 305        | 540        | 225        |
| 2002                                                                            | 285 956              | 5 235 381 | 5.5            | 432        | 281           | 151           | 661                      | 61                   | 231        | 520        | 225        |
| 2003                                                                            | 288 197              | 5 236 412 | 5.5            | 423        | 273           | 150           | 681                      | 68                   | 240        | 525        | 225        |
| 2004                                                                            | 286 500              | 5 245 000 | 5.5            | 425        | 273           | 152           | 674                      | 72                   | 240        | 521        | 218        |
| 2006                                                                            | 287 660              | 5 267 308 | 5.5            | 273        | 260           |               | 1106                     | 80                   | 101        | 521        | 213        |
| 2012                                                                            | 286 700              | 5 455 000 | 5.3            | 354        | 248           | 106           | 809                      | 81                   | 179        | 521        | 224        |
| 2013                                                                            | 438 675              | 4 945 600 | 8.9            | 360        | 273           | 87            | 1218                     | 84                   | 172        | 235        | 222        |
| 2015                                                                            | 443 300              | 4 992 600 | 8.9            | 408        | 273           | 132           | 1086                     | 91                   | 228        | 235        | 225        |
| 2018                                                                            | 448 440              | 5 035 205 | 8.9            | 422        | 250           | 172           | 1062                     | 93                   | 277        | 236        | 223        |
| 2020                                                                            | 453 820              | 5 095 400 | 8.9            | 409        | 247           | 162           | 1109                     | 96                   | 270        | 210        | 226        |
| 2022                                                                            | 458 900              | 5 145 000 | 8.9            | 411        | 250           | 161           | 1116                     | 93                   | 269        | 215        | 226        |
| 2023                                                                            | 457 000              | 5 124 000 | 8.9            | 403        | 241           | 162           | 1133                     | 88                   | 269        | 195        | 226        |
| Fuente: Catholic-Hierarchy, que a su vez toma los datos del Anuario Pontificio. |                      |           |                |            |               |               |                          |                      |            |            |            |

## Episcopologio

### Vicarios apostólicos del de Midlands y luego del Distrito Central
- Bonaventure Giffard † (25 de noviembre de 1687-14 de marzo de 1703 nombrado vicario apostólico del Distrito de Londres)
- George Witham † (12 de agosto de 1702-6 de abril de 1716 nombrado vicario apostólico del Distrito Septentrional)
- John Talbot Stonor † (18 de septiembre de 1715-29 de marzo de 1756 falleció)
- John Joseph Hornyold † (29 de marzo de 1756 por sucesión-26 de diciembre de 1778 falleció)
- Thomas Joseph Talbot † (26 de diciembre de 1778 por sucesión-24 de abril de 1795 falleció)
- Charles Berington † (24 de abril de 1795 por sucesión-8 de junio de 1798 falleció)
  - Sede vacante (1798-1800)
- Gregory Stapleton † (7 de noviembre de 1800-23 de mayo de 1802 falleció)
- John Milner † (6 de marzo de 1803-19 de abril de 1826 falleció)
- Thomas Walsh † (19 de abril de 1826 por sucesión-17 de julio de 1848 nombrado vicario apostólico del Distrito de Londres)
- William Bernard Ullathorne, O.S.B. † (28 de julio de 1848-29 de septiembre de 1850 nombrado obispo de Birmingham)

### Obispos y arzobispos de Birmingham

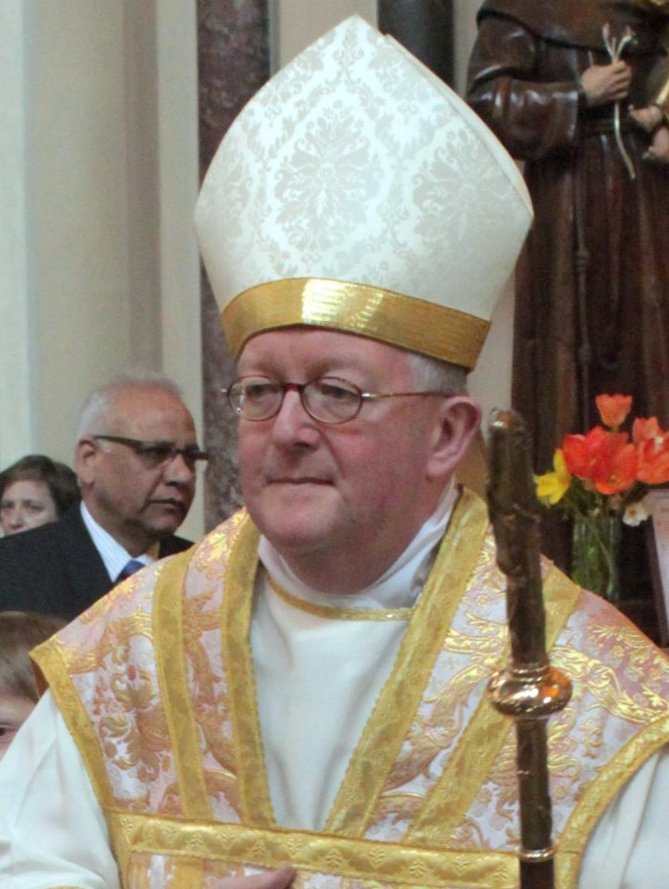
Bernard Longley, arzobispo de Birmingham desde 2009

- William Bernard Ullathorne, O.S.B. † (29 de septiembre de 1850-enero de 1888 renunció[nota 5])
- Edward Illsley † (17 de febrero de 1888-15 de enero de 1921 renunció[nota 6])
- John McIntyre † (16 de junio de 1921-17 de noviembre de 1928 renunció[nota 7])
- Thomas Leighton Williams † (23 de junio de 1929-1 de abril de 1946 falleció)
- Joseph Masterson † (8 de febrero de 1947-30 de noviembre de 1953 falleció)
- Francis Joseph Grimshaw † (11 de mayo de 1954-22 de marzo de 1965 falleció)
- George Patrick Dwyer † (5 de octubre de 1965-1 de septiembre de 1981 retirado)
- Maurice Noël Léon Couve de Murville † (22 de enero de 1982-12 de junio de 1999 renunció)
- Vincent Gerard Nichols (15 de febrero de 2000-3 de abril de 2009 nombrado arzobispo de Westminster)
- Bernard Longley, desde el 1 de octubre de 2009